# 巨粉蝨
巨粉蝨（学名：Gigaleurodes minahassai）为粉蝨科巨粉蝨屬下的一个种。